# 도카이도 화물선
도카이도 화물선(東海道貨物線, Tōkaidō Kamotsu-sen)은 가나가와 현의 오다라와 역과 도쿄 중심부의 하마마쓰쵸 역을 잇는 노선이다.

## 요약
도카이도 화물선은 오다와라 역부터 히가시도쓰야 역까지의 도카이도 본선과 오코스카 선의 거의 서쪽으로 평행하다. 그리고 그곳에서 요코스카 하자와 화물역으로 방향을 틀고 요코하마를 우회하는 긴 터널을 지난다. 쓰루미 역 근처에서 우회선은 짧은 거리나마 도카이도 본선과 다시 만나고 사쿠라기쵸 역까지의 화물 전용 다카시마 선(高島線), 힌카쿠 선, 무사시노 선과 연결된다. 화물선은 그런 후 동쪽으로 방향을 틀고 잠시 핫초나와테 역과 하마가와사키 역 사이를 연결하는 난부 삼각선과 선로를 공유한다. 그런 뒤 가와사키 화물역을 향해 북쪽으로 방향을 꺽고 도쿄 화물터미널로 향하는 하네다 공항 북쪽의 입구 아래에 다달은다. 여기 북쪽의 선로는 근처 기지로의 공차회송을 위해 사용하는 도카이도 신칸센의 지선을 따라 하마마쓰쵸 선까지 이어진다. 하마마쓰쵸 역을 넘어서 도카이도 화물선은 시바우라 역 (지선에 위치), 시오도메 화물역 (원래 신바시 역 부지), 그리고 결국 쓰키시죠 역(쓰키지 어시장에 위치)으로 이어진다. 쓰키지 어시장 역은 1984년, 시바우라 역까지는 1985년, 시오도메 화물역은 1986년에 문을 닫았다. 폐역역 사용되지 않던 선로는 하마마쓰쵸 역 근처의 도에이 오에도 선의 건설을 위해서 폐선되었다.